# Nicolao Dumitru
Nicolao Manuel Dumitru Cardoso (* 12. Oktober 1991 in Nacka), auch als Nicola Cardoso bekannt, ist ein italienischer Fußballspieler.

## Karriere

### Verein
Nicolao Dumitru debütierte in der Serie B 2008/09 für den FC Empoli bei einem 0:0 gegen UC AlbinoLeffe. Nach einem weiteren Einsatz in der anschließenden Spielzeit, wechselte er am 31. August 2010 zum Erstligisten SSC Neapel. Neben neun Ligaeinsätzen für den Tabellendritten der Serie A 2010/11 bestritt er drei Partien in der UEFA Europa League 2010/11. Im Sommer 2011 kehrte er auf Leihbasis zum FC Empoli zurück und erzielte vier Treffer in der Serie B 2011/12. Nach weiteren Ausleihen an die Zweitligisten Ternana Calcio, AS Cittadella und SSD Reggio Calabria SRL, wechselte Nicolao Dumitru am 13. August 2014 zum griechischen Erstligisten Veria FC. Für den Verein aus dem nordgriechischen Veria erzielte er sechs Tore in der Super League 2014/15. Im Sommer 2015 folgte eine weitere Ausleihe an den italienischen Zweitligisten US Latina. Für den Tabellensechzehnten der Serie B 2015/16 erzielte er sieben Tore in vierunddreißig Spielen.
Am 30. August 2016 gab der englische Zweitligist Nottingham Forest die Verpflichtung von Nicolao Dumitru auf Leihbasis für die Saison 2016/17 bekannt.
Anfang der Saison 2017/18 wechselte Dumitru ablösefrei zum spanischen Zweitligisten AD Alcorcón und schon in der Winterpause weiter zu Ligarivale Gimnàstic de Tarragona. Bei Gimnàstic stand er bis Anfang Februar 2019 unter Vertrag. Am 5. Februar 2019 kehrte er nach Italien zurück, wo er einen Vertrag beim Zweitligisten US Livorno 1915 unterschrieb. Für den Verein aus Livorno bestritt er in der Rückrunde acht Zweitligaspiele. Ende Juni 2019 zog es ihn nach Rumänien. Hier spielte er bis Ende 2020 für den Erstligisten Gaz Metan Mediaș. Am Ende der Saison musste er mit dem Verein als Tabellenletzter in die zweite Liga absteigen. Nach insgesamt 41 Erstligaspielen, in denen er zwölf Tore erzielte, verließ er nach dem Abstieg den Verein. Zu Beginn der Saison 2021 ging er nach Asien, wo er in Südkorea einen Vertrag bei den Suwon Samsung Bluewings unterschrieb. Mit dem Fußballfranchise aus der Suwon spielte er in der ersten Liga, der K League 1. Für die Bluewings stand er 17-mal in der Liga auf dem Spielfeld. Die Rückrunde 2021/22 stand er in Rumänien beim UTA Arad in Arad unter Vertrag. Der FC Bnei Sachnin, ein israelischer Erstligist aus Sachnin nahm ihn im Sommer 2022 unter Vertrag. Nach 28 Erstligaspielen ging er im Sommer 2023 wieder nach Asien. Hier schloss er sich in Thailand dem Erstligisten Buriram United an.

### Nationalmannschaft
Mit der italienischen U-19-Nationalmannschaft nahm Nicolao Dumitru an der U-19-Fußball-Europameisterschaft 2010 in Frankreich teil. Für seine Mannschaft kam er in zwei Vorrundenpartien zum Einsatz, schied jedoch mit Italien als Tabellenletzter vorzeitig aus.